# Sonate K. 198
La sonate K. 198 (F.150/L.22) en mi mineur est une œuvre pour clavier du compositeur italien Domenico Scarlatti.

## Présentation
La sonate K. 198 en mi mineur, notée Allegro, est une toccata qui s'apparente aux sonates K. 70, 71 et 72. Elle est à deux voix, dans un style rigoureux et pourvue de cadences sonores. Son exploration tonale est peu développée. La sonate précédente du catalogue Kirkpatrick (K. 197), bien que présentant de nombreuses similitudes tant d'humeur, de style, de figuration et de syntaxe, ne semble pas former une paire avec la K. 198 : bien que consécutives dans le manuscrit de Venise, elles sont éloignées dans Parme.

Le manuscrit principal est le numéro 27 du volume II de Venise (1752), copié pour Maria Barbara ; l'autre est Parme IV 20.

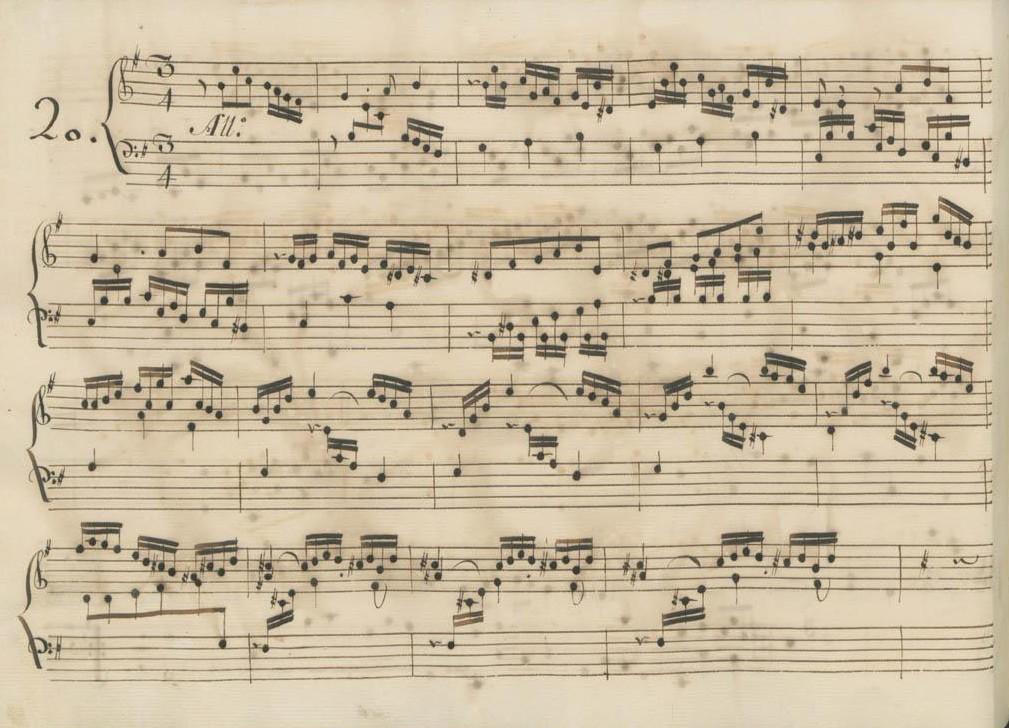
Parme IV 20.
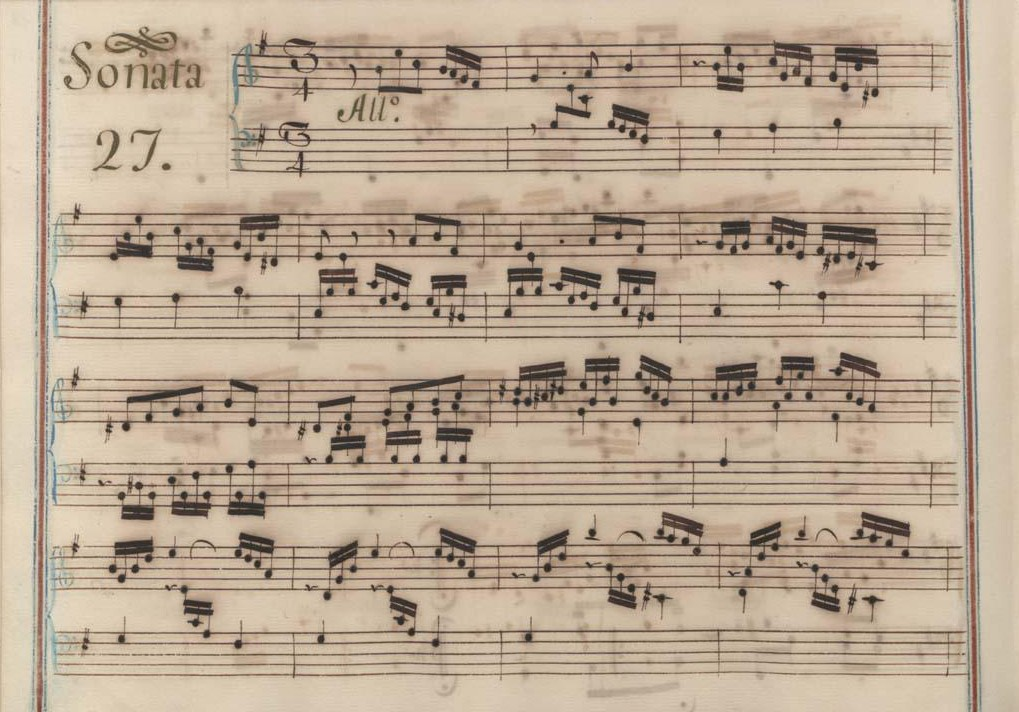
Venise II 27.
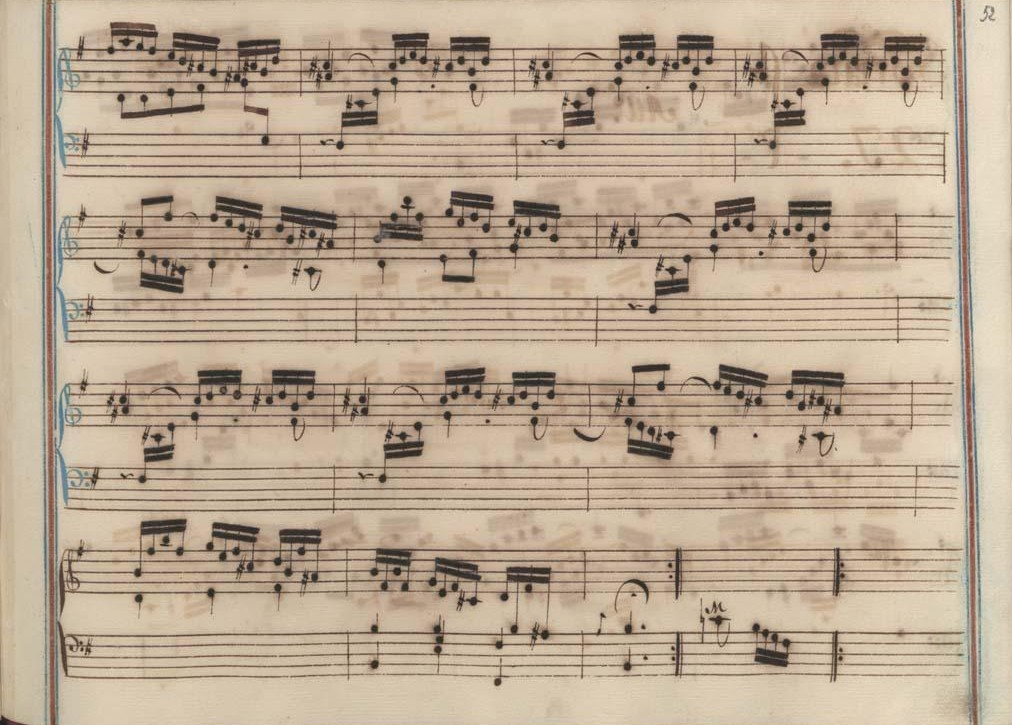
Venise II 27 (fin de la première section).

## Interprètes
La sonate K. 198 est défendue au piano, notamment par Vladimir Horowitz (1964, Sony), Balázs Szokolay, (1988, Naxos), Sergei Babayan (1995, Piano Classics), Inger Södergren (1996 Calliope), Mūza Rubackytė (2000, Lyrinx), Carlo Grante (2009, Music & Arts, vol. 2) et Alon Goldstein (2018, Naxos, vol. 24) ; au clavecin par Colin Tilney (1979, L'Oiseau Lyre/Decca) sur un très beau clavecin Vincenzio Sodi de 1782, Scott Ross (1985, Erato), Andreas Staier (1991, DHM), Richard Lester (2001, Nimbus, vol. 1) et Pieter-Jan Belder (Brilliant Classics, vol. 5). Cristina Bianchi (2019, Oehms), l'interprète à la harpe.

## Sources
: document utilisé comme source pour la rédaction de cet article.
- Ralph Kirkpatrick (trad. de l'anglais par Dennis Collins), Domenico Scarlatti, Paris, Lattès, coll. « Musique et Musiciens », 1982 (1re éd. 1953 (en)), 493 p. (ISBN 978-2-7096-0118-4, OCLC 954954205, BNF 34689181).
- Alain de Chambure, « Domenico Scarlatti : Intégrale des sonates — Scott Ross », Erato (2564-62092-2), 1985 (OCLC 891183737) .
- (en) Carlo Grante, « Domenico Scarlatti, intégrale des sonates pour clavier (vol. 2) », Music & Arts (CD-1291), 2009 (OCLC 840087257) .